# Операція «Червоні крила»
Операція «Червоні крила» (англ. Operation Red Wings) — спільна спеціальна операція американських сил спеціальних операцій, що проводилася у червні-липні 2005 року на території повіту Дара-і-Печ у провінції Кунар під час війни в Афганістані і виявилася невдалою. Змістом операції «Червоні крила» визначалося пошук та ліквідація польового командира Талібану Ахмад Шаха.
Для її проведення було залучено сили морської піхоти США у складі двох батальйонів 3-го полку морської піхоти, підрозділи сил спеціальних операцій США — зокрема «морські котики» SEAL та авіаційний компонент 160-го вертолітного полку ССО.
Першими розпочала діяти четвірка операторів SEAL, які мали завданням виявлення місця перебування, ведення розвідки та спостереження за А. Шахом і його людьми. Однак, після викриття місцевими чабанами котрих бійці відпустили живими, через годину група потрапила в оточення й протягом двох годин вела бій, допоки не полягло три чверті її складу і близько 93 бойовиків Талібану. Група швидкого реагування, що вилетіла гвинтокрилом MH-47 їм на допомогу була знищена пострілом РПГ-7 з землі, 8 морських котиків та 8 авіаторів армійського спецназу на борту при цьому загинули.
Після провалу першої стадії операції, керівництво діями ініціювало другу фазу, під кодовою назвою «Червоні крила II», яка тривала більше 3-х тижнів. У результаті проведення бойової пошуково-рятувальної операції тіла загиблих були евакуйовані та знайдений єдиний уцілілий у бою, Маркус Латтрелл. У ході бойових дій повстанці Ахмад Шаха були витіснені до Пакистану, але незабаром той повернувся до регіону маючи значно більше сил і славу переможця американського спецназу. Після тривалих боїв у серпні 2005 року, втративши певну кількість моджахедів та діставши тяжке поранення, А. Шах змушений був відступити до Пакистану.
Після всіх цих подій 12 червня 2007 року Маркус Латтрелл і Патрік Робінсон випустили книгу:Lone Survivor: The Eyewitness Account of Operation Redwing and the Lost Heroes of SEAL Team 10,по якій у 2013 році зняли фільм"Уцілілий".

## Зміст
Операція «Червоні крила», також бої біля Аббас-Гар, проводилася з метою виявлення та знищення керманичів антиурядового руху і ліквідацію осередків опору Талібану на сході країни в провінції Кунар. На той час найактивнішу антиурядову діяльність вів місцевий польовий командир Ахмад Шах, який силами невеличких груп моджахедів дестабілізував обстановку в регіоні.

### Передумови операції
Після вторгнення американських та коаліційних сил до Афганістану у жовтні 2001 року, поступово напруженість та розмах бойових дій значно знизилися й надалі війська перейшли до ведення антипартизанської війни по всій країні. Однією з головних цілей у відбудові нового Афганістану визначалося забезпечення безпеки при проведенні демократичних виборів та відповідно сприяння роботі обраних інститутів влади в умовах хаосу, що панував на території країни після повалення режиму Талібану.

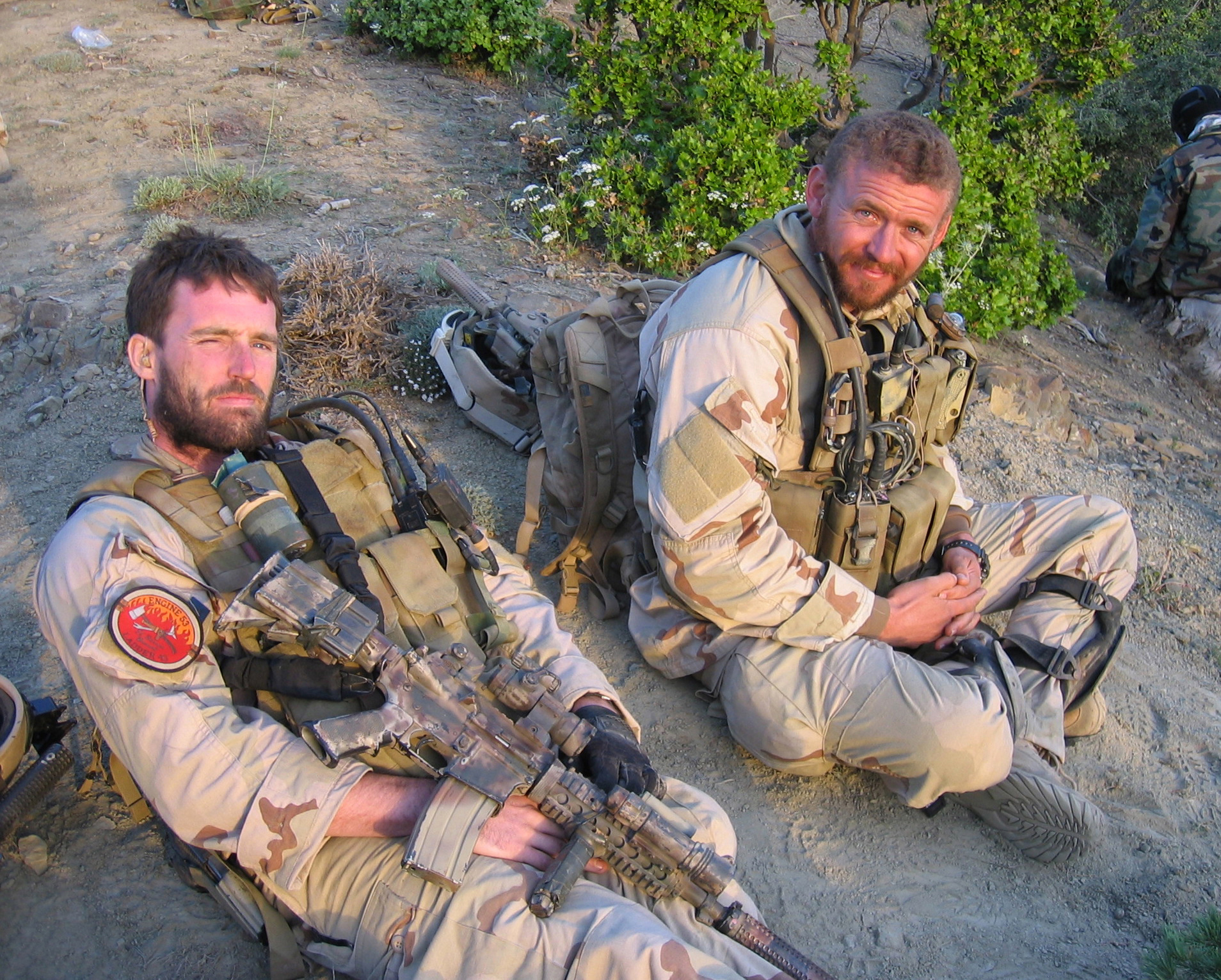
Лейтенант М.Мерфі та технік-акустик надводних систем 2-го класу Метью Акельсон в Афганістані. 2005

18 вересня 2005 року Афганістан вперше після 17 років проводив парламентські вибори до Національної асамблеї. У той час, як у більшості провінцій республіки силами Афганської армії та Коаліційних сил вдавалося втримати відносно спокійну обстановку, ситуація на сході та півдні країни перебувала у надзвичайно загрозливому стані. Одним з таких регіонів була провінція Кунар, що межує на сході з Пакистаном, й де на тогодення діяло щонайменше 22 різнорідні групи прибічників Аль-Каїди, Талібану, й просто кримінальних ватажків. Усі ці повстанські угруповання активно протистояли спробам виниклих афганських інститутів влади врегулювати проблему виборів та надати можливість провести їх без втручання будь-яких сторін.
Американське керівництво у регіоні вживало низку заходів, що мали за мету максимально посприяти успішному проведенню виборів у провінції Кунар, зокрема шляхом ведення антипартизанських акцій силами спеціальних операцій та інших військових формувань.
3-й батальйон 3-го полку морської піхоти дислокувався в провінції Кунар та разом з окремими підрозділами спецоперацій США залучався до виконання завдань стосовно боротьби з повстанцями в рамках операції «Непохитна свобода». З лютого 2005 року командуванням батальйону провело низку операцій: у лютому — операція «Сперс» у долині Корангал, у квітні — операція «Мейверік», у травні — операція «Селтікс», кожна з яких тривала 3-4 тижні та мала за мету знищення окремих груп моджахедів, і головне, їхніх ватажків. Зокрема морськими піхотинцями за допомогою операторів морського спецназу була ліквідована загроза одного з польових командирів Наджмудина. Незабаром на заміну 3-му батальйону прибув наступний — 2-й батальйон морської піхоти, того ж полку. Командування батальйону продовжило планування активних антипартизанських дій у провінції Кунар, і вже в червні розвідка морської піхоти спланувала операцію під кодовою назвою «Червоні крила». Метою операції визначалося пошук та ліквідація відомого польового командира Ахмада Шаха, винного щонайменше у 11 випадках нападів на Коаліційні сили та урядові війська.
За даними розвідки бойовики А.Шаха у кількості 50—100 чоловіків базувалися у малолюдній високогірній місцевості поблизу селища Чікал у повіті Дара-і-Печ приблизно 32 км на захід від Асадабада. Для отримання додаткових даних про точне місце знаходження польового командира, командування батальйону запропонувало застосувати окрему групу «морських котиків» з 10-ї команди (SEAL Team 10), що мали провести дорозвідку та надати детальні розвідувальні дані керівництву.

### Планування операції
Операцію планувалося провести за 5-ма етапами:
- 1-й етап: група розвідки з 4-х операторів ССО ВМС проводить пошук у визначеному районі схронів та місць можливого знаходження моджахедів та А. Шаха особисто. З отриманням достовірної інформації про місцеперебування ватажка дає команду на висування зведеної ударної групи операторів та морських піхотинців.
- 2-й етап: ударна група «морських котиків» здійснює наліт на схрони та схованки А.Шаха й знищує його та його бойовиків.
- 3-й етап: підрозділи морської піхоти за підтримки Афганської національної армії проводять зачистку прилеглої місцевості, ліквідуючи усі осередки повстанців.
- 4-й етап: морська піхота та АНА забезпечують проведення гуманітарної операції у визначеному районі, у тому числі медичну допомогу постраждалим, та визначають потреби в удосконаленні шкіл, доріг, мостів і джерел води.
- 5-й етап: у залежності від активності противника та рівня стабілізації обстановки, через місяць підрозділи завершують військово-цивільну допомогу й виходять з району проведення операції.

### Хід операції
Ввечері 27 червня 2005 року, два гелікоптери MH-47 160-го полку ССО на надмалих висотах наблизилися до гірської місцевості Савтало-Сар, де один з них зімітував хибну висадку десанту, у той час, як інший висадив «фаст-ропами» групу SEAL на чолі з лейтенантом М. Мерфі. Висадка здійснювалася на відстані 2,5 км від зони виконання завдання і в цілому пройшла успішно.
Однак, під час висування у визначений район, група була викрита місцевими пастухами кіз. Лейтенант М. Мерфі вирішив звільнити затриманих. З'ясувавши, що факт проведення місії поставлений під загрозу, група операторів повернулася назад, до запасного району. Проте, через годину їх раптово атакував загін бойовиків А. Шаха, озброєних ручними кулеметами Калашникова, гранатометами РПГ-7 та 82-мм мінометами. Під щільним вогнем противника американські «морські котики» змушені були відступати до гірської ущелини в долині Шурек.
Через складні умови місцевості, група зіткнулася з проблемою зв'язку з командуванням операцією, попри інтенсивні намагання зв'язатися навіть по відкритих каналах зв'язку за допомогою супутникового телефону. Поганий зв'язок не надавав можливості доповісти за командою координати місця, де точився бій.
У наслідок затятого бою, троє з чотирьох бійців загинули, у тому числі командир групи ССО лейтенант М. Мерфі. Уцілів тільки петті-офіцер 2 рангу Маркус Латтрелл, якого бойовики вважали мертвим через важкі поранення та переломи. Однак, воїн вижив і коли прийшов до тями, зміг вибратися з місця події, де його незабаром підібрав місцевий пуштун та надав йому першу до-медичну допомогу.
З отриманням повідомлення, що розвідувальна група веде бій, керівництво операцією негайно дало команду про проведення бойової пошуково-рятувальної операції та ексфільтрацію групи SEAL.

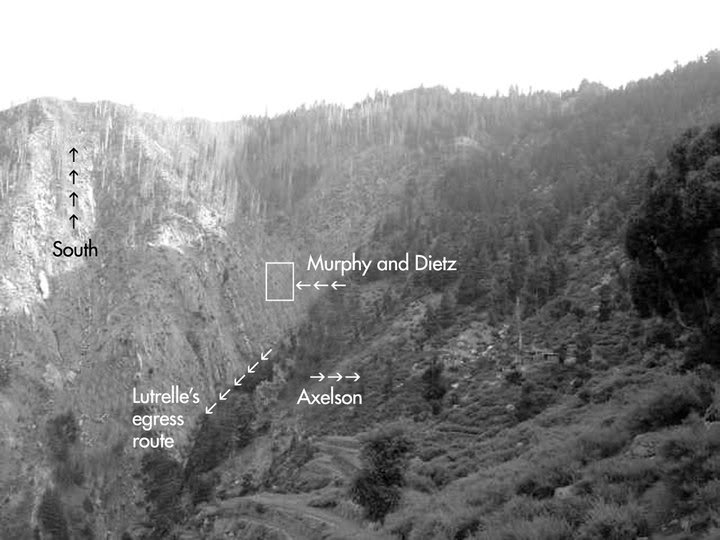
Світлина місця бою між розвідувальною групою операторів ССО ВМС та моджахедами

Передова група швидкого реагування була готова вилетіти притьмом на допомогу, однак вище керівництво не надавало дозволу протягом кількох годин. Незабаром посилення на двох вертольотах 160-го авіаційного полку MH-47 за підтримки двох UH-60 та двох AH-64 армійської авіації вилетіло до району зіткнення групи лейтенанта М.Мерфі з повстанцями. В місці події гелікоптери були обстріляні із стрілецької зброї, а коли один із «Чинуків» із морськими котиками на борту здійснив спробу сісти поблизу, його було збито влучним пострілом моджахеда з РПГ-7. Реактивна граната вразила ротор хвостового гвинта і гелікоптер завалився в ущелину, спричинивши загибель усіх восьми SEAL та восьми авіаторів 160-го полку. Обидва командира, майор Стефан Райх, командир вертолітного підрозділу та лейтенант-командер Ерік Крістенсен, командир 10-ї групи SEAL, загинули при падінні.
Після цього інциденту, група швидкого реагування разом з гелікоптерами підтримки повернулася на базу. Командування віддало наказ на проведення спочатку масованої наземної фази пошуку тіл загиблих, і тільки пізніше застосувати повітряні компоненти. Спочатку в результаті пошукової операції були знайдені тіла загиблих 16 чоловік, що впали з MH-47 «Чинуком», а незабаром знайшли тіла трьох операторів розвідувальної групи лейтенанта М.Мерфі. Петті-офіцер М. Латтрелл був знайдений у сусідньому кишлаку Салар-Бан, на відстані 1,1 км від місця бою, де його переховували місцеві жителі на чолі дехканином Мохаммадом Гулабом Ханом.

### Наслідки
Після знищення американської розвідувальної групи Ахмад Шах та його бійці зібрали з місця подій певну кількість зброї, боєприпасів та інших важливих речей, зокрема 3 спеціалізовані автомати SOPMOD M4 з підствольними гранатометами M203, польовий лептоп, у якому на «вінчестері» містилася важлива інформація. На час тотального зачищення американцями території угруповання А.Шаха залишило регіон і відступило до Пакистану. Завдяки відеоматеріалу викладеному в мережі, трофеям з місця битви та великій увазі глобальних медіаресурсів до операції й особливо до збиття вертольота MH-47, до групи Ахмад Шаха приєдналася велика кількість «бійців ісламу». Коли Талібан отримав повідомлення, що американців відступили з долини Корангал, польовий командир на чолі великого війська повернувся до провінції Кунар.
14 вересня 2006 року, двоє із загиблих операторів групи Дітц та Аксельсон були посмертно удостоєні Військово-морського хреста за прояву героїзму та сміливості під час битви. Латтрелл також був нагороджений Військово-морським хрестом. У 2007 році командир групи лейтенант М.Мерфі удостоєний медалі Пошани за героїчний вчинок.
У 2013 році кінокомпанія Universal Pictures випустила в прокат художній фільм «Уцілілий», знятий по мотивах операції, з Марком Волбергом, Тейлором Кітчем, Емілем Гіршем, Беном Фостером та Еріком Баною у головних ролях.